# Kościół św. Kamila w Zabrzu
Kościół OO. Kamilianów pw. św. Kamila w Zabrzu – rzymskokatolicki kościół parafialny, należący do dekanatu zabrzańskiego w diecezji gliwickiej, metropolii katowickiej.

## Historia
Kościół św. Kamila w Zabrzu powstał w wyniku adaptacji sali teatralnej. Został wydzielony z parafii św. Andrzeja Apostoła w Zabrzu. Budynek został zaprojektowany przez gliwickiego architekta Heinricha Gerlacha, wnętrze kościoła zaś przez kolońskiego architekt prof. Dominikusa Böhma. Kamień węgielny został wmurowany w 1927 roku, a już 7 października 1928 roku biskup wrocławski Adolf Bertram uroczyście poświęcił kościół. W 1932 roku świątynia prowadzona przez oo. kamilianów została podniesiona do rangi kuracji, a następnie do rangi parafii. Aż do II wojny światowej kościół wraz ze szpitalem był własnością oo. kamilianów. W 1947 roku władze komunistyczne przejęły szpital na rzecz państwa. Pozostawiono jedynie niewielką część budynku przylegającą do kościoła. W latach 90. XX wieku św. Kamil został ogłoszony patronem miasta i gminy Zabrze, co zostało ogłoszone w dekrecie księdza biskupa Jana Wieczorka – ordynariusza diecezji gliwickiej i zatwierdzone przez Stolicę Apostolska. Od tego momentu wzrosło również znaczenie parafii.

## Architektura i wnętrze kościoła
Na architekturę kościoła duży wpływ ma miejsce usytuowania oraz jego charakter. Jej rzut widać już na planie parku miejskiego z maja 1928 roku. Ostatecznie znalazł się w północno-wschodnim narożniku placu. Dominujący element budowli – wieża – akcentuje perspektywę ulicy Wodnej i ulicy Wolności.

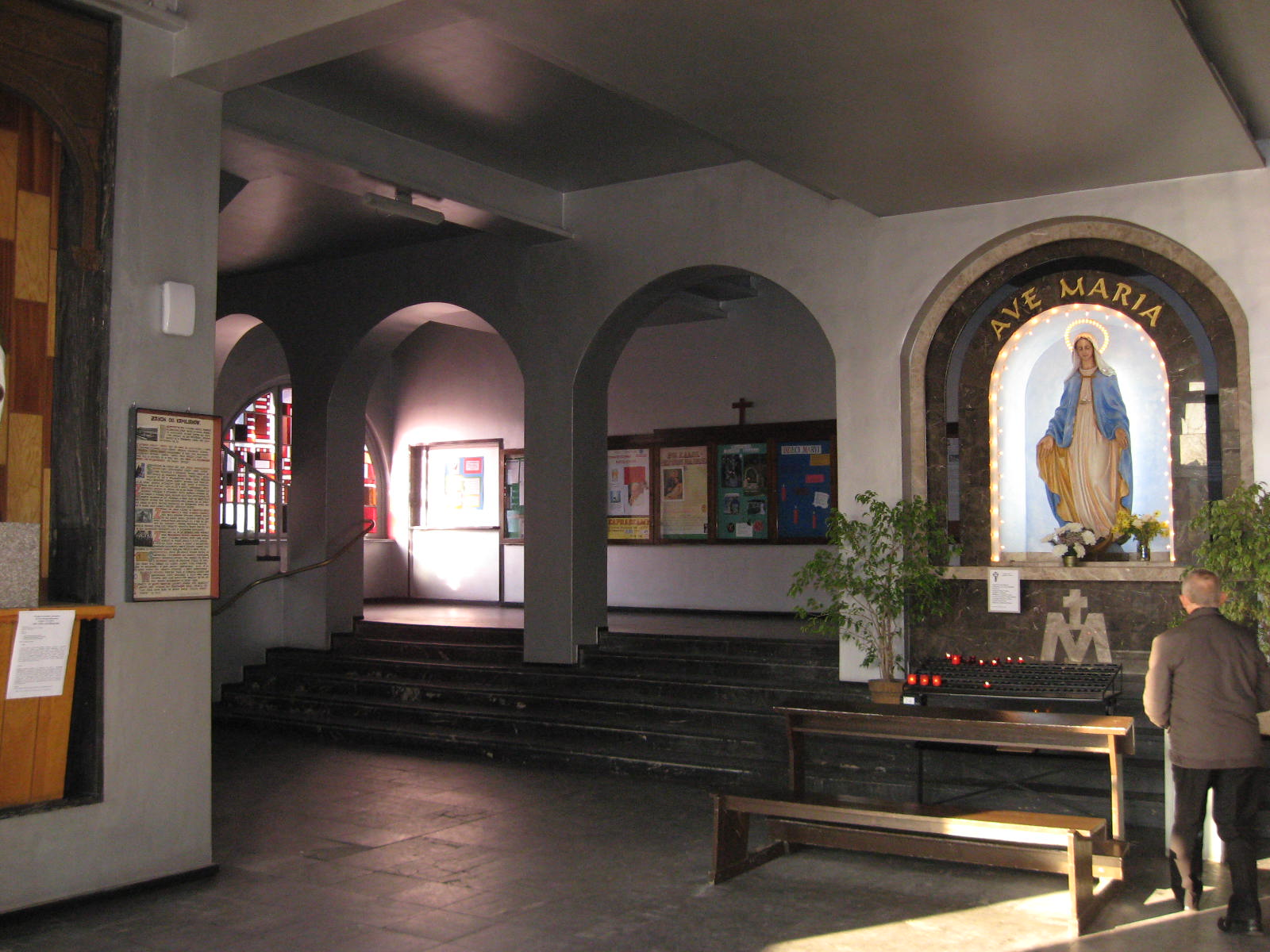
Kruchta kościoła

Na bryłę kościoła składa się podłużny prostopadłościenny korpus, dwie kaplice po obydwu jego stronach na wysokości prezbiterium i masyw wieżowy, będący fasadą kościoła. Pierwotnie planowano budowę trzech równej wysokości wież z niszami arkadowymi, ostatecznie poprzestano na jednej z wklęsłą niszą walcową. W dolnej części wieży znajduje się portal prowadzący do narteksu.
Wnętrze kościoła oświetla 12 okien zgrupowanych w trzech pionach. Układ przestrzenny świątyni (sala z wieńcem przechodnich nisz-kaplic o tej samej co nawa wysokości), przypomina w swej formie, kościół św. Józefa w Zabrzu. Prezbiterium znajduje się na poprzedzonej schodami platformie, pod którą znalazła się krypta. Do bryły korpusu na wysokości prezbiterium dobudowano oratorium i baptysterium. Ścianę w tle ołtarza tworzą podłużne okna zwieńczone łukami odcinkowymi.